# Prémios Globo de Ouro de 2016

Prémios Globo de Ouro de 2016

10 de Janeiro de 2016
Filme - Drama:
The Revenant
Filme - Comédia ou Musical:
Perdido em Marte
Série de televisão – Drama:
Mr. Robot
Série de televisão – Comédia ou Musical: 
Mozart in the Jungle
Minissérie ou Filme para televisão:
Wolf Hall
Prémio Cecil B. DeMille: 

Denzel Washington
Prêmios Globo de Ouro 

← 2015  ·  2017 →
Os Prémios Globo de Ouro de 2016 (português europeu) ou Prêmios Globo de Ouro de 2016 (português brasileiro) (no original, em inglês, 73rd Golden Globe Awards) honraram os melhores profissionais de cinema e televisão, filmes e programas televisivos de 2015. A cerimónia foi televisionada ao vivo pela NBC a partir do Hotel Beverly Hilton na cidade de Beverly Hills, no dia 10 de Janeiro de 2016. A produção do espectáculo foi realizada pela Dick Clark Productions em conjunto com a Associação de Correspondentes Estrangeiros de Hollywood.
 As nomeações foram anunciadas em 10 de dezembro de 2015 a partir do Beverly Hilton.
Ricky Gervais foi o anfitrião da cerimónia pela quarta vez.

## Vencedores e nomeados

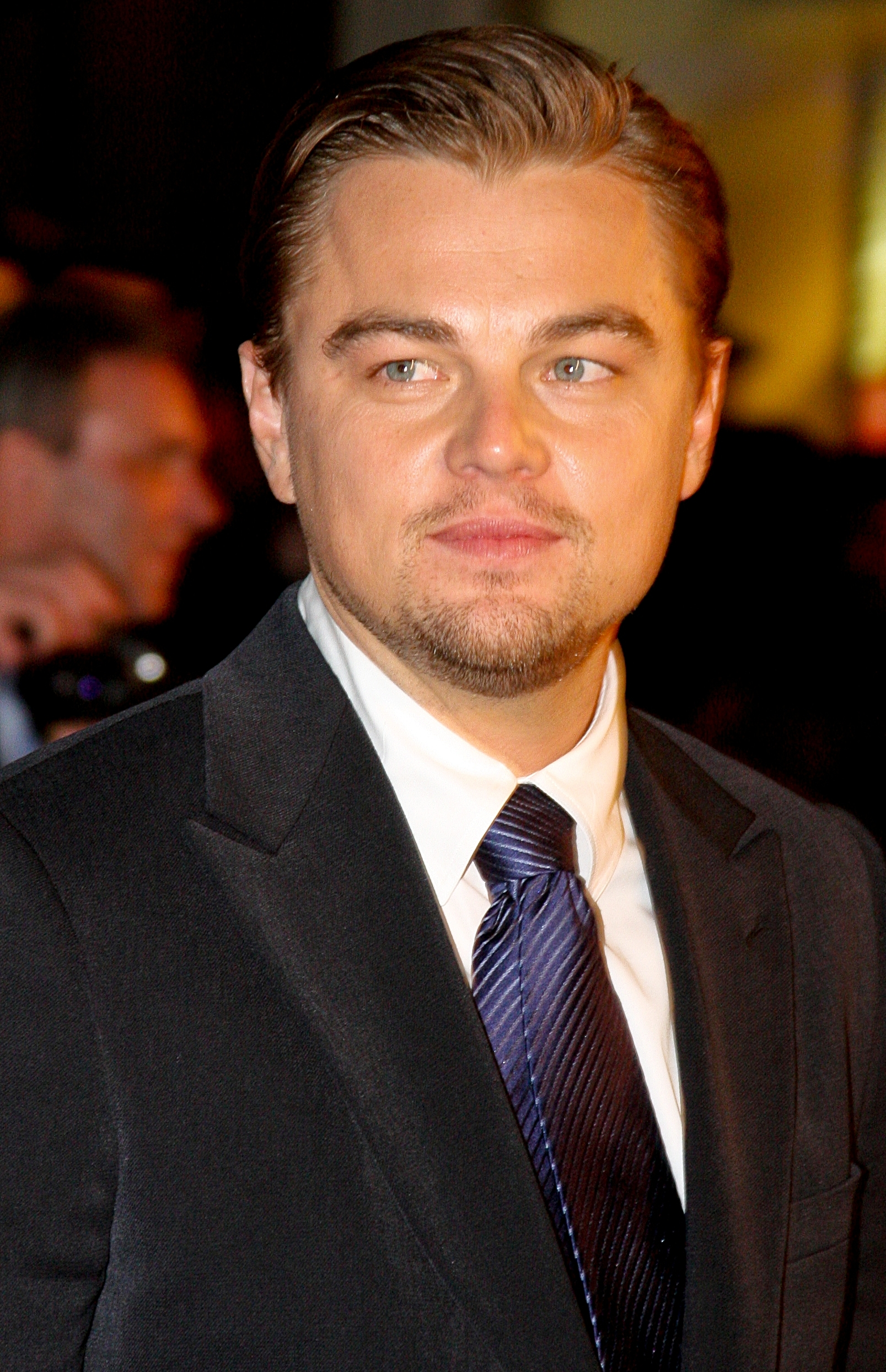
Leonardo DiCaprio, Melhor Ator em Cinema - filme dramático

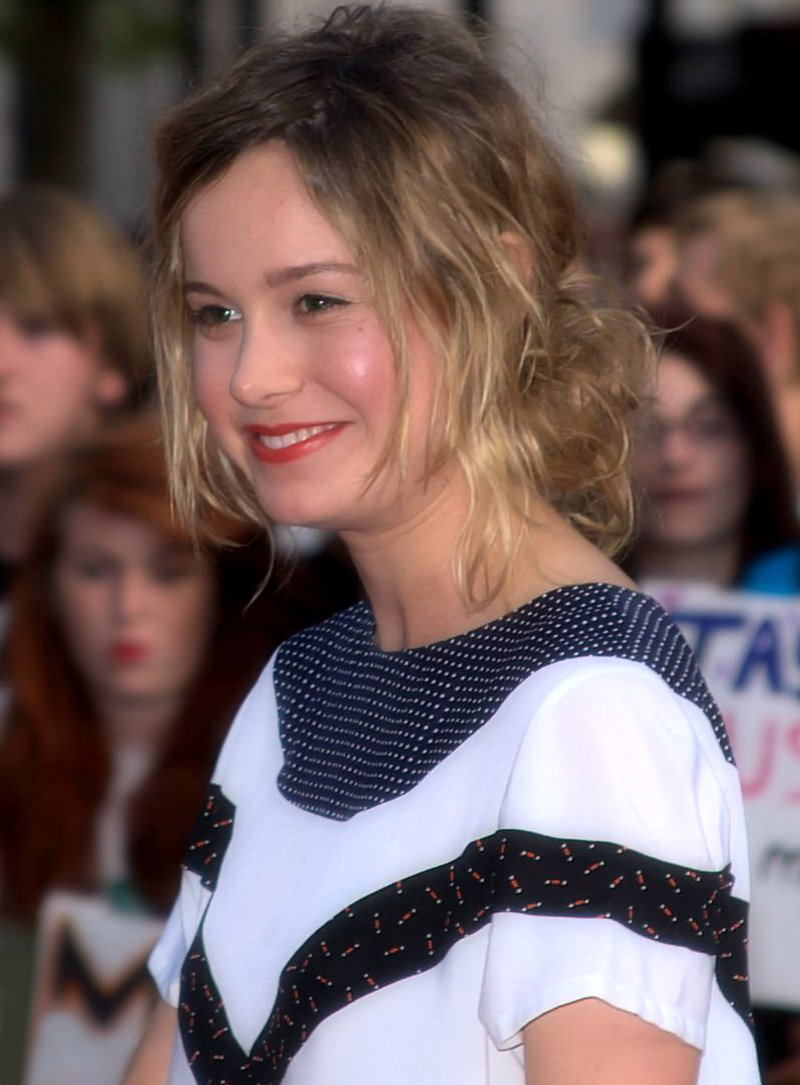
Brie Larson, Melhor Atriz em Cinema - filme dramático

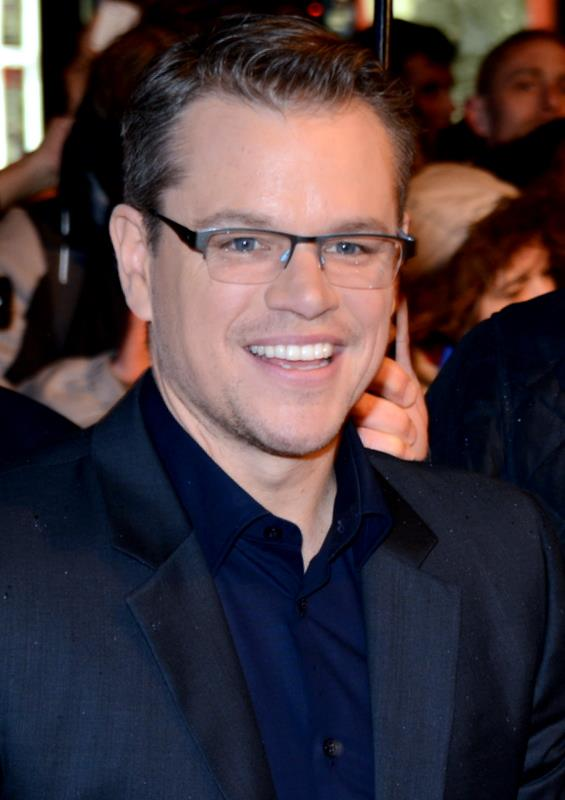
Matt Damon, Melhor Ator em Cinema – filme musical ou comédia

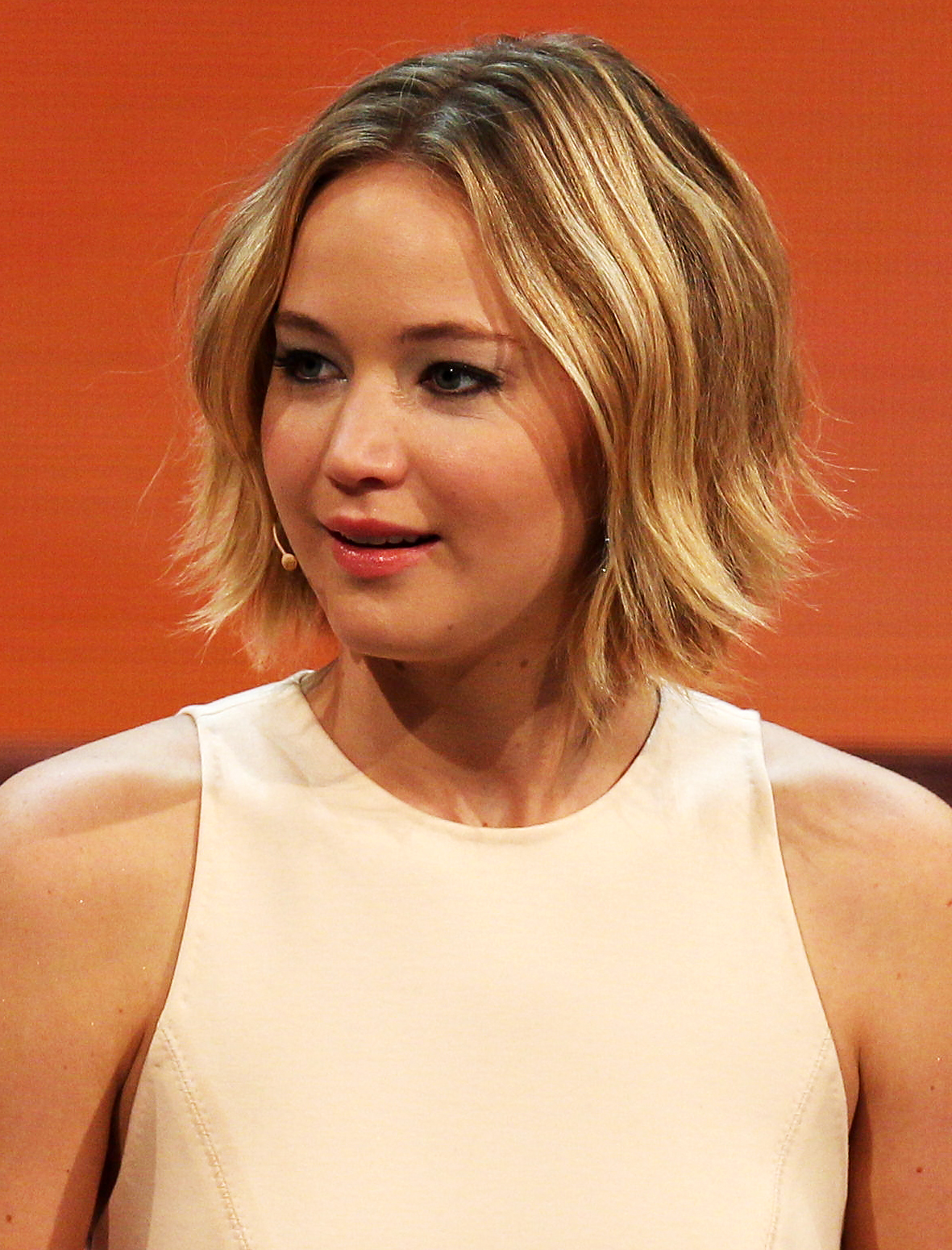
Jennifer Lawrence, Melhor Atriz em Cinema - musical ou comédia

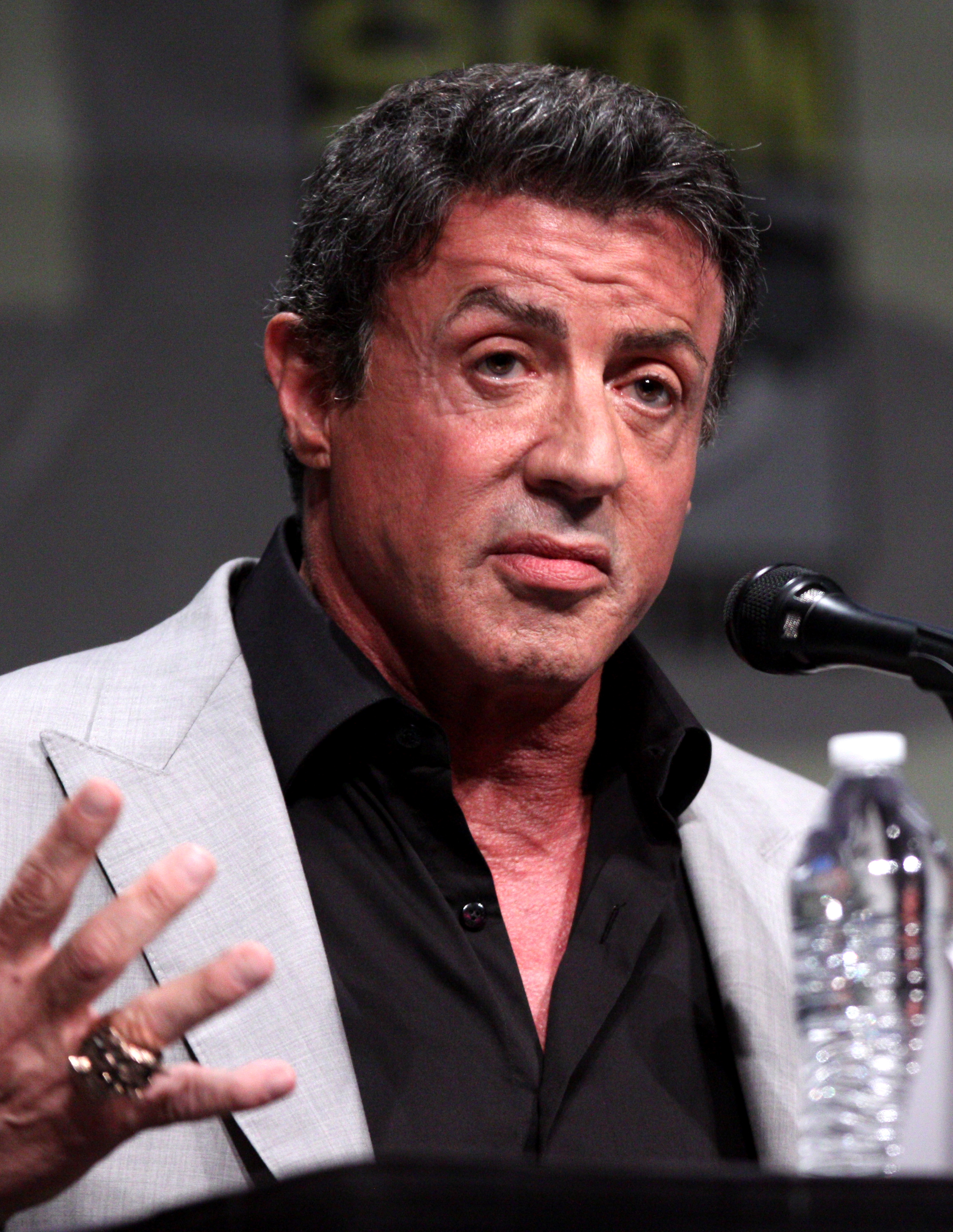
Sylvester Stallone, Melhor Ator coadjuvante em cinema

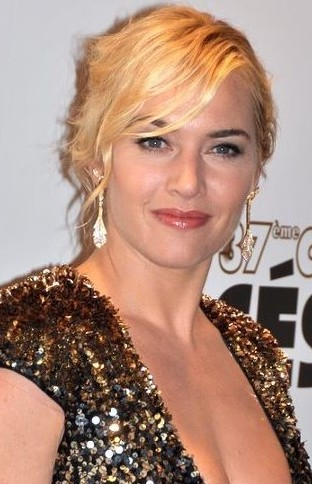
Kate Winslet, Melhor Atriz coadjuvante em cinema

Lista dos nomeados e vencedores (em negrito) na 73.ª edição dos Prémios Globo de Ouro:

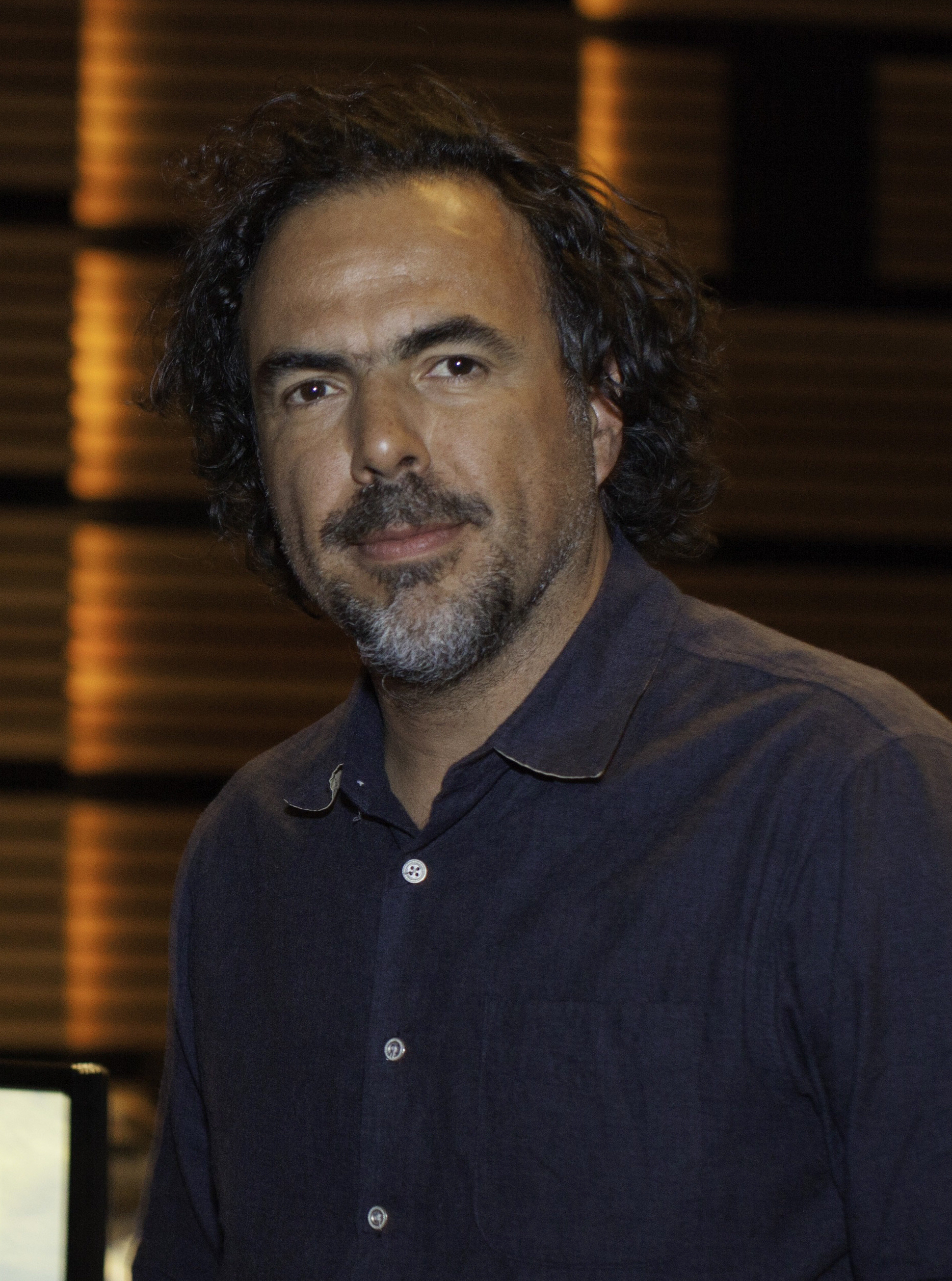
Alejandro González Iñárritu, Melhor diretor - The Revenant

### Cinema
| Melhor filme | Melhor filme |
| Drama | Comédia ou Musical |
| --- | --- |
| - The Revenant - Mad Max: Fury Road - Carol - Room - Spotlight | - The Martian - The Big Short - Joy - Spy - Trainwreck |
| Melhor atuação em filme dramático | |
| Ator | Atriz |
| - Leonardo DiCaprio – The Revenant como Hugh Glass - Bryan Cranston – Trumbo como Dalton Trumbo - Michael Fassbender – Steve Jobs como Steve Jobs - Eddie Redmayne – The Danish Girl como Lili Elbe / Einar Wegener - Will Smith – Concussion como Dr. Bennet Omalu | - Brie Larson – Room como Joy "Ma" Newsome - Cate Blanchett – Carol como Carol Aird - Rooney Mara – Carol como Therese Belivet - Saoirse Ronan – Brooklyn como Eilis Lacey - Alicia Vikander – The Danish Girl como Gerda Wegener |
| Melhor atuação em filme de comédia ou musical | |
| Ator | Atriz |
| - Matt Damon – The Martian como Mark Watney - Christian Bale – The Big Short como Michael Burry - Steve Carell – The Big Short como Mark Baum - Al Pacino – Danny Collins como Danny Collins - Mark Ruffalo – Infinitely Polar Bear como Cam Stuart                 | - Jennifer Lawrence – Joy como Joy Mangano - Melissa McCarthy – Spy como Susan Cooper / Carol Jenkins / Penny Morgan - Amy Schumer – Trainwreck como Amy Townsend - Maggie Smith – The Lady in the Van como Miss Mary Shepherd / Margaret Fairchild - Lily Tomlin – Grandma como Elle Reid                                                                               |
| Melhor atuação secundária em filme – drama, musical ou comédia | |
| Ator coadjuvante | Atriz coadjuvante |
| - Sylvester Stallone – Creed como Rocky Balboa - Paul Dano – Love & Mercy como Brian Wilson - Idris Elba – Beasts of No Nation como Commandant - Mark Rylance – Bridge of Spies como Rudolf Abel - Michael Shannon – 99 Homes como Rick Carver                      | - Kate Winslet – Steve Jobs como Joanna Hoffman - Jane Fonda – Youth como Brenda Morel - Jennifer Jason Leigh – The Hateful Eight como Daisy Domergue - Helen Mirren – Trumbo como Hedda Hopper - Alicia Vikander – Ex Machina como Ava |
| Melhor Direção | Melhor Roteiro |
| - Alejandro González Iñárritu – The Revenant - Todd Haynes – Carol - Tom McCarthy – Spotlight - George Miller – Mad Max: Fury Road - Ridley Scott – The Martian | - Aaron Sorkin - Steve Jobs - Emma Donoghue – Room - Tom McCarthy, Josh Singer – Spotlight - Charles Randolph, Adam McKay – The Big Short - Quentin Tarantino – The Hateful Eight |
| Melhor trilha sonora original | Melhor Canção original |
| - Ennio Morricone – The Hateful Eight - Carter Burwell – Carol - Alexandre Desplat – The Danish Girl - Daniel Pemberton – Steve Jobs - Ryuichi Sakamoto, Alva Noto – The Revenant                                                                                   | - "Writing's on the Wall" (Sam Smith, Jimmy Napes) – Spectre - Love Me like You Do (Max Martin, Savan Kotecha, Ali Payami, Tove Lo,Ilya Salmanzadeh) – Fifty Shades of Grey - "One Kind of Love" (Brian Wilson, Scott Bennett) – Love & Mercy - "See You Again" (DJ Frank E, Andrew Cedar, Charlie Puth, Wiz Khalifa) – Furious 7 - "Simple Song #3" (David Lang – Youth |
| Melhor filme de animação | Melhor filme em língua estrangeira |
| - Inside Out - Anomalisa - The Good Dinosaur - Snoopy e Charlie Brown: Peanuts, O Filme - Shaun the Sheep Movie | - Saul fia ( Hungria) - Le Tout Nouveau Testament ( Bélgica/ França/ Luxemburgo) - El Club ( Chile) - Miekkailija ( Finlândia/ Alemanha/ Estónia) - Mustang ( França/ Turquia/ Alemanha) |

#### Filmes com múltiplas nomeações
| Nomeações | Filme              |
| --------- | ------------------ |
| 5         | Carol              |
| 4         | Steve Jobs         |
| 4         | The Big Short      |
| 4         | The Revenant       |
| 3         | Room               |
| 3         | Spotlight          |
| 3         | The Danish Girl    |
| 3         | The Hateful Eight  |
| 3         | The Martian        |
| 2         | Joy                |
| 2         | Love & Mercy       |
| 2         | Mad Max: Fury Road |
| 2         | Spy                |
| 2         | Trainwreck (filme) |
| 2         | Trumbo             |
| 2         | Youth              |

#### Filmes com múltiplos prémios
| Prémios | Filme        |
| ------- | ------------ |
| 3       | The Revenant |
| 2       | The Martian  |
| 2       | Steve Jobs   |

### Televisão
| Melhor série | Melhor série |
| Dramática | Comédia ou Musical |
| --- | --- |
| - Mr. Robot - Empire - Game of Thrones - Narcos - Outlander | - Mozart in the Jungle - Veep - Transparent - Orange Is the New Black - Silicon Valley |
| Melhor atuação em série dramática | |
| Ator | Atriz |
| - Jon Hamm – Mad Men como Don Draper - Wagner Moura – Narcos como Pablo Escobar - Rami Malek – Mr. Robot como Elliot Alderson - Bob Odenkirk – Better Call Saul como Saul Goodman - Liev Schreiber – Ray Donovan como Ray Donovan                                        | - Taraji P. Henson – Empire como Cookie Lyon - Caitriona Balfe – Outlander como Claire Fraser - Viola Davis – How to Get Away with Murder como Professor Annalise Keating, J.D. - Eva Green – Penny Dreadful como Vanessa Ives - Robin Wright – House of Cards como Claire Underwood                       |
| Melhor atuação em série musical ou de comédia | |
| Ator | Atriz |
| - Gael García Bernal – Mozart in the Jungle como Rodrigo de Souza - Aziz Ansari – Master of None como Dev Shah - Rob Lowe – The Grinder como Dean Sanderson, Jr. - Patrick Stewart – Blunt Talk como Walter Blunt - Jeffrey Tambor – Transparent como Maura Pfefferman   | - Rachel Bloom – Crazy Ex-Girlfriend como Rebecca Bunch - Gina Rodriguez – Jane the Virgin como Jane Gloriana Villanueva - Jamie Lee Curtis – Scream Queens como Dean Cathy Munsch - Julia Louis-Dreyfus – Veep como Vice-Presidente Selina Meyer - Lily Tomlin – Grace and Frankie como Frankie Bergstein |
| Melhor atuação numa minissérie ou filme para televisão | |
| Ator | Atriz |
| - Oscar Isaac – Show Me a Hero como Nick Wasicsko - Idris Elba – Luther como DCI John Luther - David Oyelowo – Nightingale como Peter Snowden - Mark Rylance – Wolf Hall como Thomas Cromwell - Patrick Wilson – Fargo como State Trooper Lou Solverson                  | - Lady Gaga – American Horror Story: Hotel como The Countess - Kirsten Dunst – Fargo como Peggy Blumquist - Sarah Hay – Flesh & Bone como Claire Robbins - Felicity Huffman – American Crime como Barbara Hanlon - Queen Latifah – Bessie como Bessie Smith                                                |
| Melhor atuação secundária numa série, minissérie ou filme para televisão | |
| Ator coadjuvante | Atriz coadjuvante |
| - Christian Slater – Mr. Robot como Mr. Robot - Alan Cumming – The Good Wife como Eli Gold - Damian Lewis – Wolf Hall como King Henry VIII - Ben Mendelsohn – Bloodline como Danny Rayburn - Tobias Menzies – Outlander como Frank Randall/Jonathan "Black Jack" Randall | - Maura Tierney – The Affair como Helen Solloway - Uzo Aduba – Orange Is the New Black como Suzanne "Crazy Eyes" Warren - Joanne Froggatt – Downton Abbey como Anna Bates - Regina King – American Crime como Aliyah Shadeed - Judith Light – Transparent como Shelly Pfefferman                           |
| Melhor minissérie ou filme para televisão | |
| - Wolf Hall - Fargo - American Crime - American Horror Story: Hotel - Flesh & Bone | |

#### Séries com múltiplas nomeações
| Nomeações | Série                        |
| --------- | ---------------------------- |
| 3         | American Crime               |
| 3         | Fargo                        |
| 3         | Mr. Robot                    |
| 3         | Outlander                    |
| 3         | Transparent                  |
| 3         | Wolf Hall                    |
| 2         | American Horror Story: Hotel |
| 2         | Empire                       |
| 2         | Flesh and Bone               |
| 2         | Mozart in the Jungle         |
| 2         | Narcos                       |
| 2         | Orange Is the New Black      |
| 2         | Veep                         |

#### Séries com múltiplos prémios
| Prémios | Série                |
| ------- | -------------------- |
| 2       | Mr. Robot            |
| 2       | Mozart in the Jungle |